# 纳瓦斯德埃斯特纳
纳瓦斯德埃斯特纳，是西班牙卡斯蒂利亚-拉曼恰雷阿尔城省的一个市镇。 总面积147平方公里，总人口407人（2001年），人口密度3人/平方公里。